# Phaeogenes curator
Phaeogenes curator är en stekelart som först beskrevs av Carl Peter Thunberg 1822.  Phaeogenes curator ingår i släktet Phaeogenes och familjen brokparasitsteklar. Arten är reproducerande i Sverige. Inga underarter finns listade i Catalogue of Life.